# Phil Campbell
Philip Anthony Campbell (Wales, Pontypridd, 1961. május 7. –) a Motörhead zenekar gitárosa.

## Zenei pályafutása

### Kezdetek
Campbell, 10 évesen kezdett el gitározni, olyanok hatására, mint Jimi Hendrix, Tony Iommi, Jimmy Page, Michael Schenker és Todd Rundgren. 12 évesen, egy Hawkwind koncert után kapott egy autogramot Lemmy-től. Mire 13 éves volt már fél-profiként játszott egy Contrast nevű kabaré-zenekarban. Később játszott egy Roktopus (nem Rocktopus) nevű zenekarban, és koncertezett velük Dél-Walesben. 1978-ban, megvette első Les Paulját, egy újévi gitár vásáron, az Ealing Broadway-en, Londonban; később ugyanaz lett a sorsa, mint sok más gitárjának, vagyis ellopták.
1979-ben, megalapította a Persian Risk nevű heavy metal zenekart, és a "Calling For You" (1981), valamint a "Ridin' High" (1983) című kislemezeken játszott. A válogatásalbumokon hallható még a munkája a Persian Riskkel.

### Motörhead
1984-ben, amikor Brian Robertson kilépett a Motörheadből, Lemmy meghallgatásokat tartott, hogy új gitárost keressen, és a végén a jelöltek közül két gitáros tűnt ki - Michael "Würzel" Burston és Philip Campbell. Lemmy eredetileg csak egy gitárost szeretett volna, de miután hallotta Würzelt és Campbeelt együtt játszani, mindkettőjüket bevette a zenekarba.
1984. február 14-én, felvettek egy betétdalt, a "Young Ones" című televíziós sorozat "Bambi" című epizódjához. A zenekar egyik legsikeresebb válogatásalbuma, a No Remorse, ez év szeptember 15-én jelent meg. Campbell, azóta végigturnézta a világot a zenekarral, és továbbra is állandó tagja, annak ellenére, hogy számos tagcsere ment végbe az együttesen belül az évek során.
A Motörhead megszűnése után szólóalbumot adott ki, valamint fiaival és Neil Starr énekessel új együttest alapított Phil Campbell And The Bastard Sons néven.

## Magánélet
Campbell jelenleg Pontypriddben, Wales-ben lakik feleségével, Gaynorral és három gyermekükkel, Todd-dal, Dane-el és Tylával.